# كان ويلسون
كان ويلسون (بالإنجليزية: Kane Wilson)‏ (11 مارس 2000 - ) هو لاعب كرة قدم بريطاني في مركز الدفاع. لعب مع وست بروميتش ألبيون.

## وصلات خارجية
- كان ويلسون على موقع قاعدة بيانات كرة القدم.إي يو (الإنجليزية)
- كان ويلسون على موقع Soccerbase.com (لاعب) (الإنجليزية)
- كان ويلسون على موقع AS.com (الإسبانية)